# SP70
SP70 — опытная 155-мм самоходная гаубица, разработанная совместно ФРГ, Великобританией и Италией. Иногда именуется как PzH 70 или PzH 155-1 (нем. Panzerhaubitze 70 — бронированная гаубица).

## История создания
В 1963 году странами НАТО был подписан меморандум, в рамках которого определялось баллистическое решение, которое должно было применяться на перспективных самоходных и буксируемых гаубицах. Согласно меморандуму, вновь разрабатываемые гаубицы должны были иметь калибр 155 мм и максимальную дальность активно-реактивным снарядом в 30 км, в номенклатуру боеприпасов должны были входить все разрабатываемые в странах НАТО 155-мм снаряды. В 1968 году Великобританией и ФРГ была начата разработка перспективной буксируемой гаубицы FH-70. Через 2 года к проекту присоединилась Италия. Однако, несмотря на все свои преимущества гаубица FH-70 не в полной мере отвечала требованиям современного боя. Поэтому в 1973 году между государствами-разработчиками буксируемой гаубицы FH-70 было подписано соглашение о создании самоходного варианта, получившего обозначение SP70.
Со стороны ФРГ в разработке участвовало конструкторское бюро компании Rheinmetall, отвечавшее за разработку гусеничного шасси, силовой установки, ствола, механизма заряжания, гидравлических и электрических систем САУ. От Италии в разработке принимала участие компания Oto Melara, разрабатывавшая вспомогательную силовую установку, систему питания двигателя механизм вертикального наведения, люльку, противооткатные устройства и уравновешивающий механизм. От Великобритании в разработке SP70 принимал участие научно-исследовательский центр по разработке вооружений, проектировавший боеукладки, магазин, башню, механизм подачи боеприпасов с грунта и прицельные приспособления. Проектируемая САУ должна была быть максимально унифицирована с существующими системами, а также иметь возможность вести стрельбу всеми типами боеприпасов стран НАТО как обычными так и ядерными.
В 1980 году был завершён первый этап разработки и изготовлено 5 опытных образцов САУ SP70. По результатам испытаний было определено соответствие САУ заданным характеристикам, кроме скорострельности. Для увеличения скорострельности были внесены изменения в конструкцию механизма подачи боеприпасов, противооткатные устройства и небольшие изменения корпуса. По доработанной документации были изготовлены и направлены на испытания ещё 10 САУ. Интерес к проекту на этом этапе проявили в США, однако, до заключения контрактов дело не дошло. В 1982 году САУ прошли обширные испытания по программе ФРГ, после чего были направлены на войсковые испытания в страны-разработчики. К 1985 году планировалось организовать серийное производство, а первые серийные САУ должны были поступить в сухопутные войска в 1987 году. Общий выпуск должен был составить 640 единиц, 400 из которых предназначались для поставок в Бундесвер. В 1986 году из проекта вышла Великобритания. Кроме того, постоянно возраставшая стоимость проекта и сокращение серийного заказа привели к закрытию проекта и отказу от САУ SP70.

## Описание конструкции

### Броневой корпус и башня
Корпус САУ SP70 по геометрии был подобен корпусу на немецкого основного танка «Леопард-1», однако изготавливался не из стали, а из алюминиевых катаных плит, профилей и поковок марки AlZnMg1. Применение алюминиевого материала давало в два раза большую защиту, чем у самоходной гаубицы M109, но при этом экономия массы составила 2 тонны, по сравнению со стальным вариантом. В средней части корпуса на погоне устанавливалась башня с вооружением. Башня также была изготовлена из броневого алюминия и обеспечивала круговой обстрел на 360° по азимуту. Орудие крепилось в передней части башни на цапфах с быстросъёмными подшипниками. Для горизонтального наведения орудия в SP70 установлен гидравлический привод, для надёжного стопорения при наводке и марше, орудие снабжено автоматическим многодисковым фрикционным тормозом. При выходе из строя электросервоприводов наведения, имелась возможность вести наводку в ручном режиме. В кормовой части башни устанавливался магазин на 32 снаряда и девять контейнеров для хранения метательных зарядов. В боевом отделении башни находились четыре члена экипажа: командир орудия, наводчик и заряжающие. Место командира было оборудовано пультом управления орудием, а также командирской башенкой с пулемётом. Боекомплект САУ пополнялся с помощью механизма подачи выстрелов с грунта, расположенного с наружной стороны кормовой части башни. В задней части корпуса находилось моторно-трансмиссионное отделение с силовой установкой.

### Вооружение
В качестве основного вооружения применялась артиллерийская часть буксируемой гаубицы FH-70, для устранения пороховых газов из боевого отделения орудие снабжалось эжектором. Гаубица обеспечивала стрельбу всеми типами боеприпасов калибра 155 мм, входивших в штатный боекомплект буксируемой гаубицы FH-70. Максимальная скорострельность составляла 3 выстрела за 10 секунд, штатная — 6 выстрелов в минуту. Если стрельба велась с подачей боеприпасов с грунта или из транспортной машины, то скорострельность снижалась до 4 выстрелов в минуту. Дополнительно САУ SP70 оснащалась 7,62-мм пулемётом с боекомплектом 4200 патронов.

### Средства наблюдения и связи
Для наведения основного орудия в САУ SP70 устанавливался перископический панорамный прицел, обеспечивавший четырёхкратное увеличение. При стрельбе прямой наводкой использовался перископический прицел с шестикратным увеличением.

### Двигатель и трансмиссия
В качестве силовой установки использовался V-образный восьмицилиндровый двигатель дизельный двигатель MB871 жидкостного охлаждения с наддувом мощностью 1000 л.с.. Силовая установка была создана на базе двигателя танка Леопард 2, бортовая передача заимствовалась без изменений. Двигатель устанавливался в едином блоке вместе с гидромеханической трансмиссией и системой охлаждения. Для запуска в условиях низких температур, двигатель был оборудован вспомогательной энергоустановкой.

### Ходовая часть
Ходовая часть была выполнена на базе танка «Леопард-1» и состояла из семи пар сдвоенных алюминиевых опорных и четырёх пар поддерживающих катков. В задней части машины находились ведущие колёса, в передней — направляющие. Подвеска SP70 — индивидуальная торсионная. На первом, втором, третьем, шестом и седьмом опорных катках установлены гидроамортизаторы.

## Оценка машины
|                                            | / SP70      | M109A4 | AuF.1T | 2С19   | Пальмария |
| ------------------------------------------ | ----------- | ------ | ------ | ------ | --------- |
| Начало серийного производства              | 1986 (план) | 1984   | 1988   | 1989   | 1982      |
| Боевая масса, т                            | 43,5        | 25     | 42     | 42     | 46        |
| Экипаж, чел.                               | 5           | 6      | 4      | 5      | 5         |
| Калибр орудия, мм                          | 155         | 155    | 155    | 152,4  | 155       |
| Длина ствола, клб.                         | 39          | 39     | 39     | 47     | 41        |
| Углы ВН, град                              |             | −3…+75 | −4…+66 | −4…+68 | −5…+70    |
| Углы ГН, град                              | 360         | 360    | 360    | 360    | 360       |
| Возимый боезапас, выстр.                   | 39          | 36     | 42     | 50     | 30        |
| Максимальная дальность стрельбы ОФС, км    | 24          | 22     | 23     | 24,7   | 24        |
| Максимальная дальность стрельбы АР ОФС, км | 30          | 30     | 30     | 29     | 30        |
| Максимальная дальность стрельбы УАС, км    | 20          | 20     | 20     | 20     | 20        |
| Масса ОФС, кг                              | 43,88       | 43,88  | 43,88  | 43,56  | 43,88     |
| Боевая скорострельность, выстр/мин         | до 6        | 1—4    | до 8   | 7—8    | до 6      |
| Калибр зенитного пулемёта, мм              | 7,62        | 12,7   | 7,62   | 12,7   | 7,62      |
| Максимальная скорость по шоссе, км/ч       | 68          | 61     | 60     | 60     | 60        |
| Запас хода по шоссе, км                    | 420         | 299    | 450    | 500    | 500       |

К моменту запланированного начала серийного производства САУ SP70 превосходила по совокупности характеристик все западные аналоги того времени, благодаря высокой скорострельности САУ обеспечивала возможность проведения внезапных огневых налётов. Механизм заряжания позволял производить заряжание без приведения орудия на определённый угол, а высокое бронирование и дальность стрельбы обеспечивали универсальность САУ как при применении в непосредственной поддержке сухопутных войск, так и при стрельбе с закрытых позиций. После закрытия программы SP70 в Германии и Великобритании были продолжены работы по созданию новой 155-мм самоходной гаубицы, в результате в 1992 году на вооружение Великобритании поступила САУ AS-90, а на вооружение Бундесвера — САУ PzH 2000.